# Louis de Haultepenne
Louis Nicolas Antoine Ghislain de Haultepenne (Arville, 10 december 1774 of Nijvel, 18 november 1774 - Brussel, 4 april 1841) was een Belgisch liberaal politicus.

## Levensloop
De Haultepenne was een zoon van Philippe de Haulteville, onder het ancien régime lid van de edele Staten van Namen, heer van Arville, Biron, etc., en van Charlotte Roose de Bouchoute. Hij trouwde met Marie-Thérèse van de Werve (1785-1854). Het echtpaar bleef kinderloos. Hij was de schoonbroer van Théodore de Baudequin de Peuthy d'Huldenberghe.
Hij verkreeg in 1816 adelserkenning onder de naam de Haultepenne d'Arville, met een bij eerstgeboorte overdraagbare titel van baron. Hij werd voorzitter van de ridderschap in de provincie Namen, werd lid van de provinciale staten van Namen en was kamerheer van koning Willem I. In januari 1830 werd hem deze laatste (ere)functie ontnomen, omdat hij zich uitgesproken had voor het regelen van de grieven die in petities werden aan de kaak gesteld.
In november 1831 kwam hij in de senaat in plaats van Jean van Havre, die weigerde te zetelen. Hij vervulde het mandaat tot in 1839. Hij was verder ook corresponderend lid van het Institut de France en lid van de Koninklijke Academie van België.
Hij woonde in het kasteel Bossenstein te Ranst.